# Pidonia chinensis
Pidonia chinensis là một loài bọ cánh cứng trong họ Cerambycidae.